# Банжи-сюр-Кран
Банжи́-сюр-Кран (фр. Bengy-sur-Craon) — коммуна во Франции, находится в регионе Центр. Департамент — Шер. Входит в состав кантона Божи. Округ коммуны — Бурж.
Код INSEE коммуны — 18027.

## География
Коммуна расположена приблизительно в 210 км к югу от Парижа, в 120 км юго-восточнее Орлеана, в 29 км к востоку от Буржа.
Вдоль юго-восточной границы коммуны протекает река Эрен.

## Население
Население коммуны на 2008 год составляло 668 человек.
| 1962 | 1968 | 1975 | 1982 | 1990 | 1999 | 2008 |
| ---- | ---- | ---- | ---- | ---- | ---- | ---- |
| 723  | 700  | 602  | 584  | 576  | 609  | 668  |

## Экономика
В 2007 году среди 438 человек в трудоспособном возрасте (15-64 лет) 319 были экономически активными, 119 — неактивными (показатель активности — 72,8 %, в 1999 году было 76,0 %). Из 319 активных работали 297 человек (161 мужчина и 136 женщин), безработных было 22 (10 мужчин и 12 женщин). Среди 119 неактивных 44 человека были учениками или студентами, 40 — пенсионерами, 35 были неактивными по другим причинам.

## Достопримечательности
- Церковь Сен-Пьер (XII век). Исторический памятник с 1913 года[3]
  - Орган (1872 год). Исторический памятник с 2003 года[4]
- Зерносклад (1731 год). Исторический памятник с 1989 года[5]

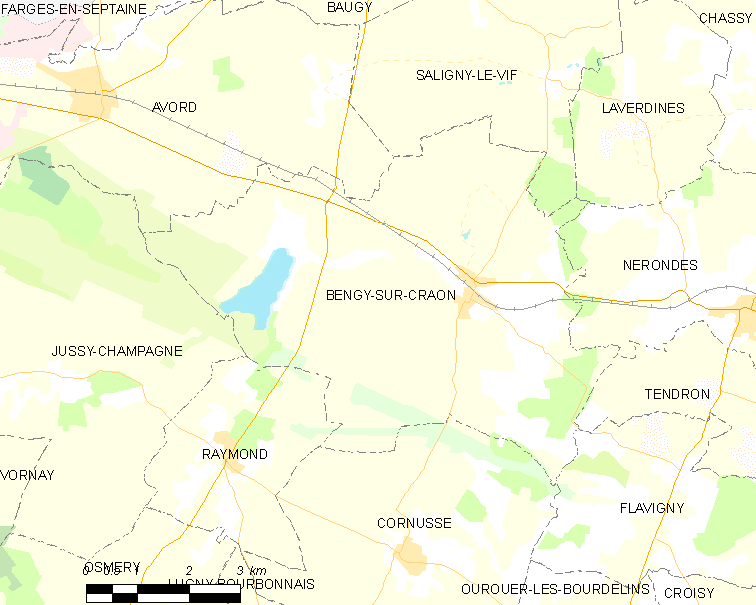
Карта коммуны